# Розето Валфорторе
Розето Валфорторе (итал. Roseto Valfortore) је насеље у Италији у округу Фођа, региону Апулија.
Према процени из 2011. у насељу је живело 1145 становника. Насеље се налази на надморској висини од 724 м.

## Становништво
Према резултатима пописа становништва 2011. у општини је живело 1.149 становника.
| 1931. | 1936. | 1951. | 1961. | 1971. | 1981. | 1991. | 2001. | 2011. |
| ----- | ----- | ----- | ----- | ----- | ----- | ----- | ----- | ----- |
| 4.906 | 5.066 | 4.958 | 3.363 | 3.071 | 3.055 | 1.513 | 1.316 | 1.149 |